# كاثلين كرولي
كاثلين كرولي (بالإنجليزية: Kathleen Crowley)‏ هي ممثلة أمريكية، ولدت في 26 ديسمبر 1929 في الولايات المتحدة، وتوفيت بنفس المكان في 23 أبريل 2017.

## الأفلام
- لعنة الأموات الأحياء (1959)

## وصلات خارجية
- كاثلين كرولي على موقع IMDb (الإنجليزية)
- كاثلين كرولي على موقع روتن توميتوز (الإنجليزية)
- كاثلين كرولي على موقع تيرنر كلاسيك موفيز (الإنجليزية)
- كاثلين كرولي على موقع أول موفي (الإنجليزية)
- كاثلين كرولي على موقع قاعدة بيانات الفيلم (الإنجليزية)